# Ravchana Kourkova
Ravchana Kourkova (Tachkent, 22 août 1980) est une actrice ouzbèke et russe. 

## Filmographie
- 2012 : Les Mamans (Мамы) de huit réalisateurs : Christina
- 2015 : De l'amour
- 2017 : De l'amour 2 : Seulement pour adultes (Про любовь 2. Только для врозлых)
- 2018 : Le Saut vers la liberté (The White Crow) de Ralph Fiennes : Farida Nureyeva
- 2019 : Frontière balkanique (Балканский рубеж) d'Andreï Volguine : Vera
- 2021 : Chernobyl: Under Fire (Чернобыль) de Danila Kozlovski : Dina